# Huilaea calyptrata
Huilaea calyptrata är en tvåhjärtbladig växtart som beskrevs av Penneys och M.E. Morales. Huilaea calyptrata ingår i släktet Huilaea och familjen Melastomataceae.
Artens utbredningsområde är Ecuador. Inga underarter finns listade i Catalogue of Life.